# Hamidah Jamalul Bulqiah
Hamidah Jamalul Bulqiah (حميدة جمالول بولقيه‎, Hamidah Jamalul Bolqiah,; geb. 26. April 1977) ist ein Mitglied der königlichen Familie von Brunei. Sie ist die älteste Tochter von Prinz Jefri Bolkiah, dem vierten Sohn von Sultan Omar Ali Saifuddin III.

## Leben
Hamidah wurde am 26. April 1977 geboren. Sie ist die Tochter von Prinz Jefri Bolkiah und von dessen Frau Pengiran Anak Norhayati. Sie hat den älteren Bruder Abdul Hakeem Jefri Bolkiah (geb. 13. Juni 1973) und den jüngeren Bruder Bahar ibni Jefri Bolkiah (geb. 20. August 1981)
Am 13. April 1996 war Tina Turner vor dem Auftakt ihrer Wildest Dreams Tour in einem privaten Konzert in Brunei anlässlich Hamidas 19. Geburtstag aufgetreten, Eine DVD und eine ergänzende 4-CD wurden für die Geburtstagsgäste erstellt. Zum 21. Geburtstag gab dann Janet Jackson ein Konzert im Jerudong Park Amphitheater. Auch dazu wurde eine exklusive Audio-Aufnahme erstellt.
Nach einem Finanzskandal ihres Vaters, wurde Hamidah nach ihrer Hochzeitszeremonie 2005 eine Zwangsräumung zugestellt.

## Heirat und Kinder
Hamidah heiratete Pengiran Anak Abdul Ali Yil Kabier, ihren ersten Cousin und Sohn von Masna Bolkiah und Abdul Aziz Abu Bakar, in Brunei am 17. April 2005. Ihr Onkel, Sultan Hassanal Bolkiah, mit Familie war bei der ersten Hochzeitszeremonie im Haus des Ehemanns in Kampong Telanai anwesend. Später gab Königin Saleha Mohamed Alam ihre Einwilligung, dass sie bei der Bersanding-Zeremonie der Braut in Kampong Jerudong teilnehmen würde. Im Ballroom des Hotels des Sultans in London, in Grosvenor House Hotel neben dem Dorchester, veranstaltete ihr Vater eine zweite Hochzeitsparty.
Mit Abdul Ali Yil Kabier hat Hamidah 3 Kinder:
- Pengiran Anak Abdul Muta’ali Haziq Hamidullah[14]
- Pengiran Anak Adriana Haziqah Jaida Bulqiah[15]
- Pengiran Anak Alisha Husnara Jaida Bulqiah[16]

## Ehrungen
Hamidah Jamalul Bulqiah wurde mit verschiedenen Ehrungen ausgezeichnet:
- Proclamation of Independence Medal (1997)
- Sultan of Brunei Silver Jubilee Medal (5. Oktober 1992)
- Sultan of Brunei Golden Jubilee Medal (5. Oktober 2017)
- National Day Silver Jubilee Medal (23. Februar 2009)